# Вільнюська архідієцезія

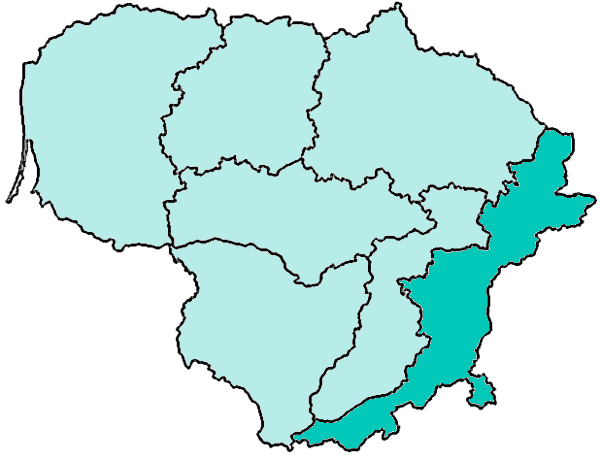
Вільнюська архідієцезія

Вільнюська архідієцезія (лат. Archidioecesis Vilniensis, лит. Vilniaus arkivyskupija) — одна з двох католицьких архідієцезій-митрополій латинського обряду в Литві з кафедрою в місті Вільнюс (Вільнюський повіт). Входить до складу церковної провінції Вільнюса. Суфраганними дієцезіями для неї є Паневежиська і Кайшядориська дієцезії. Латинська назва архідієцезії — «Archidioecesis Vilnensis». Кафедральний собор архідієцезії Вільнюса — базиліка Святих Станіслава і Владислава.
Віленська дієцезія заснована у 1388 році, а в 1925 році отримала статус архідієцезії-митрополії. У XVII—XVIII ст. резиденцією віленських єпископів був розкішний палацово-парковий ансамбль у Веркяї (район Вільнюса).
З 5 квітня 2013 року Вільнюську архідієцезію очолює архієпископ Ґінтарас Ґрушас, єпископ-помічник — Арунас Понішкайтіс.

## Ординарії архідієцезії
- архієпископ Ян Цепляк (14.12.1925 — 17.02.1926) — призначений першим архієпископом-митрополитом Вільнюса, але помер перш, ніж приступити до виконання обов'язків
- архієпископ Ромуальд Ялбжиковський (24.06.1926 — 19.06.1955)
- архієпископ Юлійонас Степонавічюс (10.03.1989 — 18.06.1991), в 1958—1989 — апостольський адміністратор
- кардинал Аудріс Юозас Бачкіс (24.12.1991 — 5.04.2013)
- архієпископ Ґінтарас Ґрушас (5.04.2013 — дотепер)